# (7426) 1992 US4
1992 يو أس 4 (ويعرف أيضًا باسم (7426) 1992 يو أس 4 وفق تسمية الكوكب الصغير) (بالإنجليزية: 1992 US4)‏ هو كويكب ضمن حزام الكويكبات؛ وترتيبه 7426 من حيث الاكتشاف.
اكتُشف هذا الجُرم الفلكي بواسطة Atsushi Sugie ‏ في 27 أكتوبر 1992.

## وصلات خارجية
- (7426) 1992 US4 في قاعدة بيانات مختبر الدفع النفاث لأجرام النظام الشمسي الصغيرة

- الاكتشاف · مخطط المدار ·  العناصر المدارية · المعلمات المادية

- (7426) 1992 US4 على موقع ويكي سكاي: DSS2, SDSS, GALEX, IRAS, Hydrogen α, X-Ray, Astrophoto, Sky Map, Articles and images